# Służba Celna
Służba Celna – urząd, dawna służba umundurowana podległa ministrowi właściwemu do spraw finansów publicznych. W jej miejsce powołano Służbę Celno-Skarbową.

## Historia
Służba Celna została powołana na mocy Ustawy o Służbie Celnej z dnia 24 lipca 1999 r. Do dnia 30 kwietnia 2002 r. na jej czele stał Prezes Głównego Urzędu Ceł. W wyniku likwidacji Głównego Urzędu Ceł stosownie do Ustawy o przekształceniach w administracji celnej oraz o zmianie niektórych ustaw z dnia 20 marca 2002 r., obowiązki kierowania Służbą Celną przejął Szef Służby Celnej. Służba Celna była organem ścigania, posiadała także wydział celników do zadań specjalnych – Wydział Zwalczania Przestępczości Służby Celnej – w skład którego wchodziły grupy mobilne prowadzące kontrole m.in. na szlakach komunikacyjnych. Grupy mobilne dysponowały specjalistycznym sprzętem do wykrywania przemytu, a także psami wyszkolonymi w wykrywaniu narkotyków i wyrobów tytoniowych. Funkcjonariusze grup mobilnych mogli używać środków przymusu bezpośredniego oraz broni palnej. 21 września był obchodzony Dzień Służby Celnej. W Polsce funkcjonowało 45 urzędów celnych.
Od 1 marca 2017 roku połączono Służbę Celną z kontrolą skarbową i administracją podatkową w ramach struktury Krajowej Administracji Skarbowej (KAS). W strukturach KAS funkcjonuje obecnie Służba Celno-Skarbowa.

## Zadania

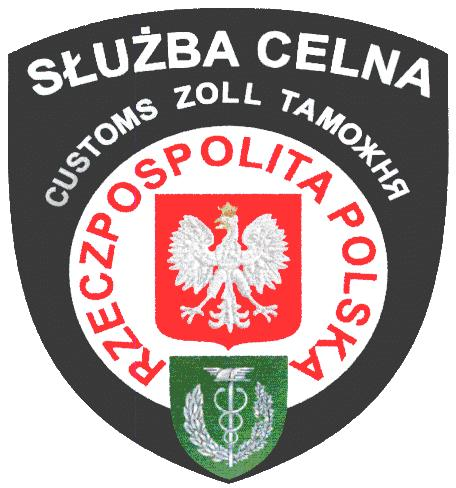
Naszywka na mundurach Służby Celnej

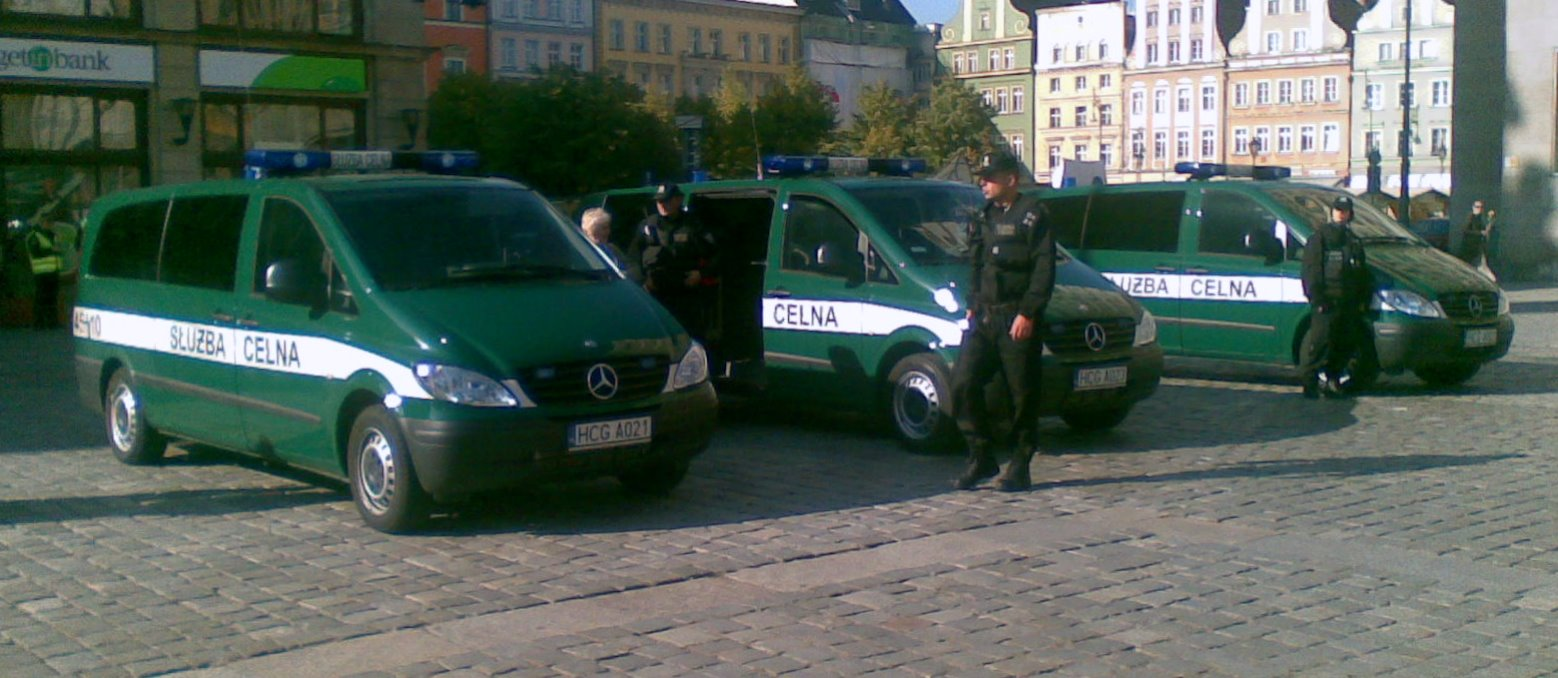
Pojazdy służbowe Służby Celnej

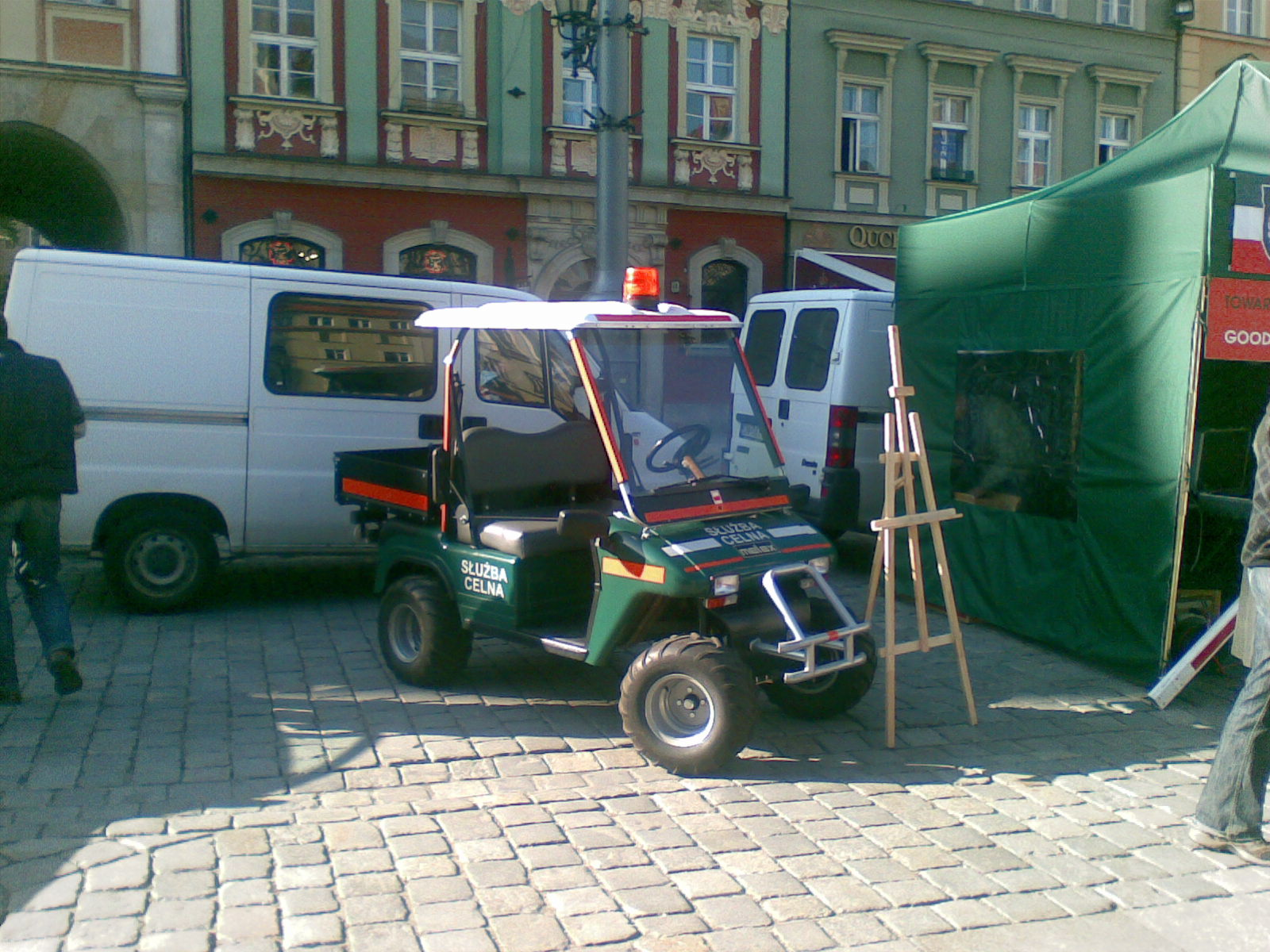
Melex w oznakowaniu SC

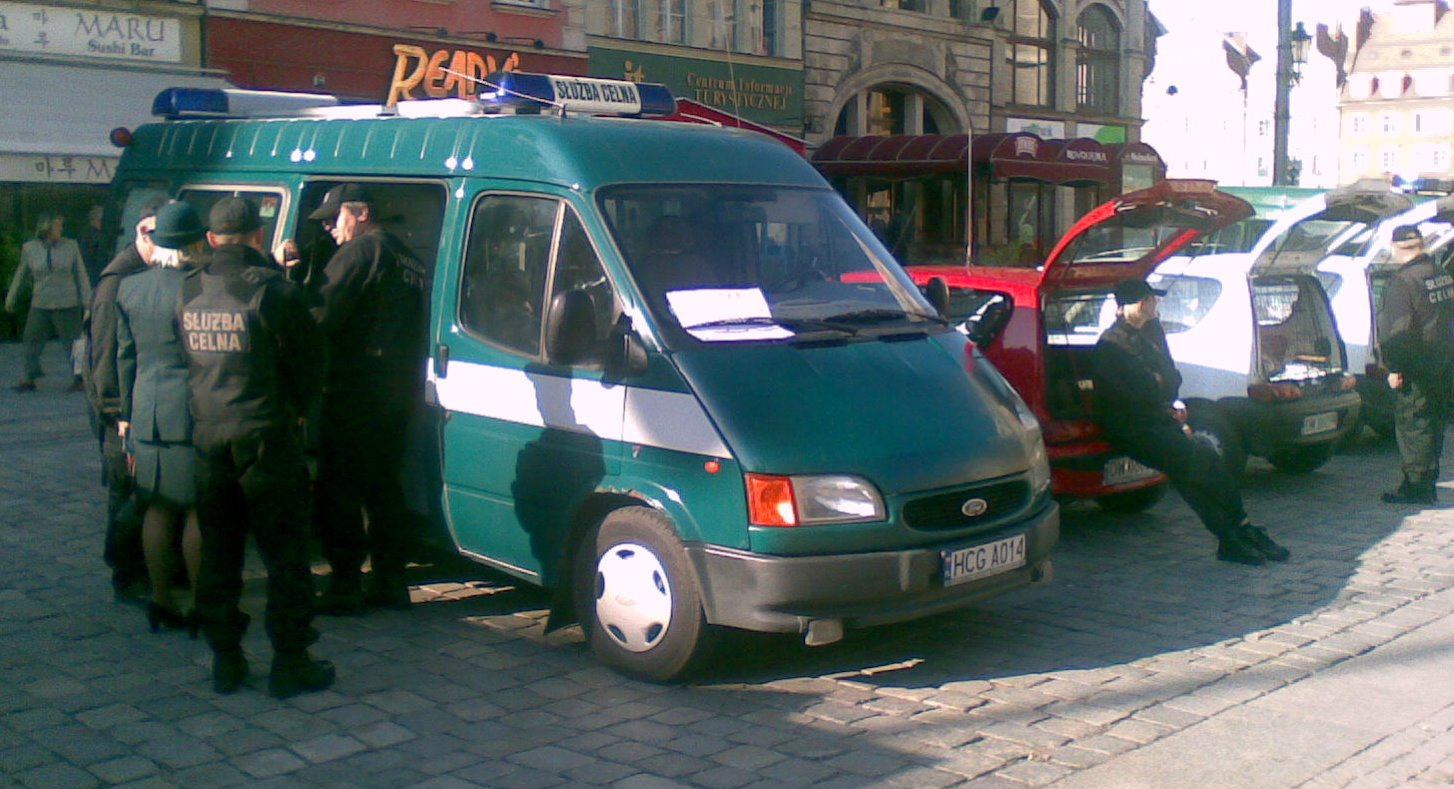
Ford Transit w oznakowaniu SC

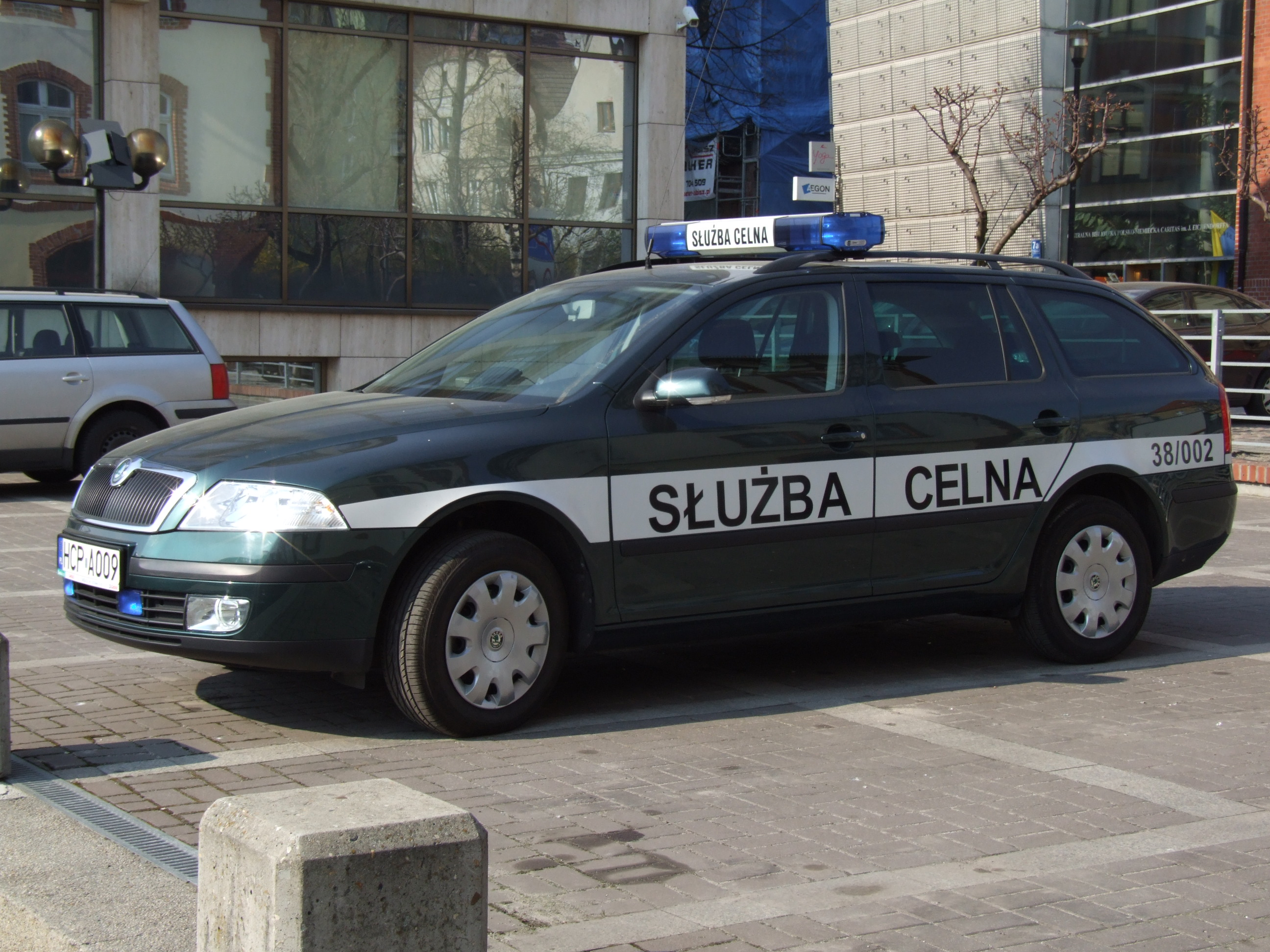
Samochód Służby Celnej w Opolu

Zgodnie z art. 2 ust. 1 Ustawy o Służbie Celnej z dnia 27 sierpnia 2009 r. (Dz.U. z 2016 r. poz. 1799), do zadań Służby Celnej należały m.in.:
1. kontrola przestrzegania przepisów prawa celnego oraz innych przepisów związanych z wywozem i przywozem towarów,
2. wykonywanie czynności związanych z nadawaniem towarom przeznaczenia celnego,
3. wymiar i pobór należności celnych i innych opłat związanych z przywozem i wywozem towarów,
4. wymiar i pobór podatku od towarów i usług (VAT) z tytułu importu towarów,
5. kontrola, szczególny nadzór podatkowy, wymiar i pobór podatku akcyzowego,
6. pobór opłaty paliwowej,
7. kontrola gier i zakładów wzajemnych,
8. wykonywanie zadań wynikających z ustawy z dnia 19 listopada 2009 r. o grach hazardowych, związanych w szczególności z udzielaniem koncesji oraz zezwoleń, zatwierdzaniem regulaminów oraz rejestracją urządzeń,
9. współdziałanie przy realizacji Wspólnej Polityki Rolnej,
10. wykonywanie zadań wynikających z przepisów wspólnotowych regulujących statystykę dotyczącą obrotu towarowego pomiędzy państwami członkowskimi Wspólnoty Europejskiej,
11. rozpoznawanie, zapobieganie i wykrywanie przestępstw skarbowych i wykroczeń skarbowych, przestępstw i wykroczeń związanych z przywozem i wywozem towarów oraz ściganie ich sprawców, w zakresie określonym innymi ustawami,
12. rozpoznawanie, zapobieganie i wykrywanie przestępstw i wykroczeń związanych z naruszeniem przepisów dotyczących ochrony dóbr kultury oraz ochrony własności intelektualnej, a także przestępstw i wykroczeń związanych z wprowadzaniem na polski obszar celny oraz wyprowadzaniem z polskiego obszaru celnego towarów objętych ograniczeniami lub zakazami, w szczególności takich jak: odpady szkodliwe, substancje chemiczne, materiały jądrowe i promieniotwórcze, środki odurzające i substancje psychotropowe oraz broń, amunicja, materiał wybuchowy i technologie objęte kontrolą międzynarodową,
13. kontrola ruchu drogowego,
14. kontrola transportu drogowego,
15. współpraca z organami celnymi innych państw oraz organizacjami międzynarodowymi,
16. współpraca z Szefem Krajowego Centrum Informacji Kryminalnych w zakresie niezbędnym do realizacji jego zadań ustawowych.

## Stopnie służbowe SC

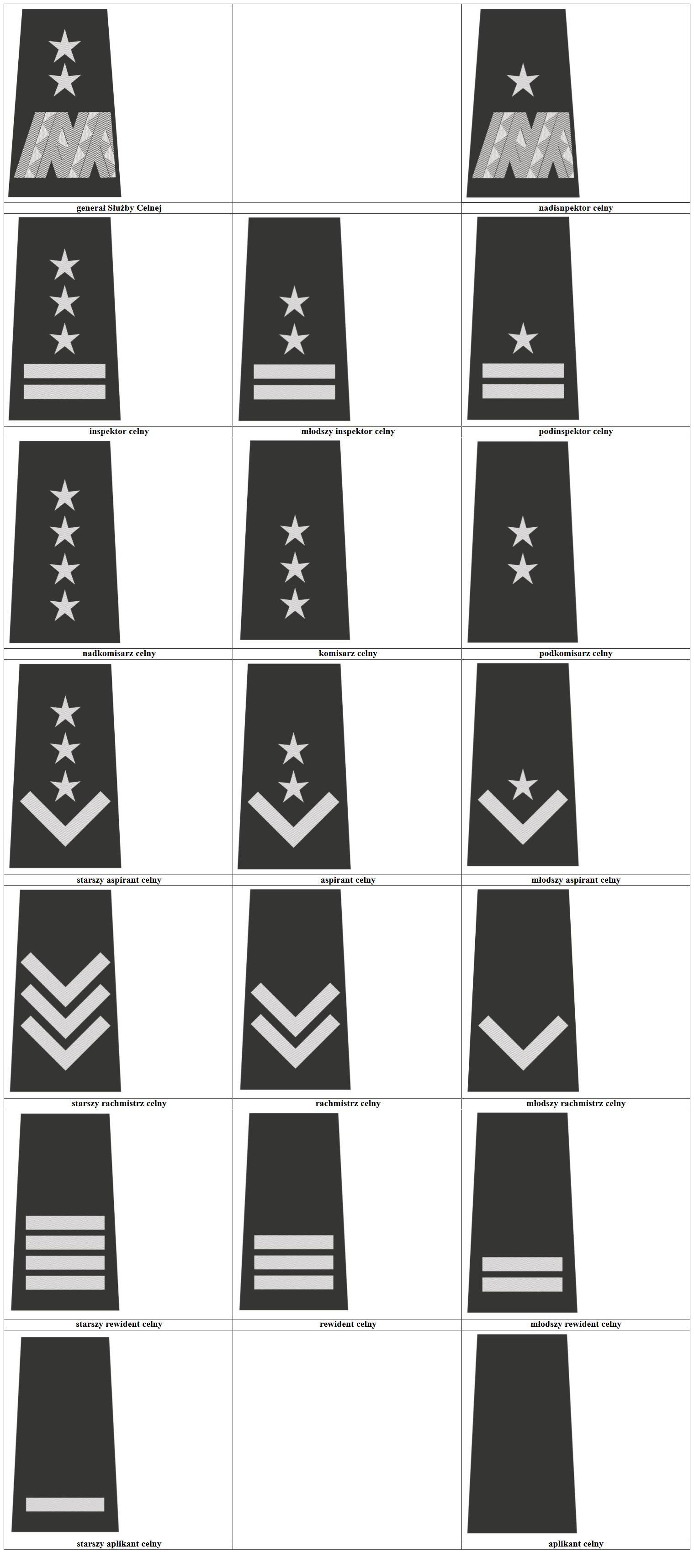
Dystynkcje w Służbie Celnej

W Służbie Celnej od roku 2009 obowiązywały następujące korpusy i stopnie służbowe:
1. korpus szeregowych Służby Celnej:
  - aplikant celny,
  - starszy aplikant celny;
2. korpus podoficerów Służby Celnej:
  - młodszy rewident celny,
  - rewident celny,
  - starszy rewident celny,
  - młodszy rachmistrz celny,
  - rachmistrz celny,
  - starszy rachmistrz celny;
3. korpus aspirantów Służby Celnej:
  - młodszy aspirant celny,
  - aspirant celny,
  - starszy aspirant celny;
4. korpus oficerów młodszych Służby Celnej:
  - podkomisarz celny,
  - komisarz celny,
  - nadkomisarz celny;
5. korpus oficerów starszych Służby Celnej:
  - podinspektor celny,
  - młodszy inspektor celny,
  - inspektor celny;
6. korpus generałów Służby Celnej,
  - nadinspektor celny,
  - generał Służby Celnej.

## Szefowie Służby Celnej
- 01.05.2002 – 17.01.2003 Tomasz Michalak
- 17.01.2003 – 23.02.2004 Robert Kwaśniak
- 24.02.2004 – 28.11.2005 Wiesław Czyżowicz
- 28.11.2005 – 02.01.2008 Marian Banaś
- 03.01.2008 – 01.02.2008 Jacek Dominik
- 01.02.2008 – 19.11.2015 nadinspektor celny Jacek Kapica
- 19.11.2015 – 28.02.2017 Marian Banaś

## Izby Celne
- Izba Celna w Białej Podlaskiej
- Izba Celna w Białymstoku
- Izba Celna w Gdyni
- Izba Celna w Katowicach
- Izba Celna w Kielcach
- Izba Celna w Krakowie
- Izba Celna w Łodzi
- Izba Celna w Olsztynie
- Izba Celna w Opolu
- Izba Celna w Poznaniu
- Izba Celna w Przemyślu
- Izba Celna w Rzepinie
- Izba Celna w Toruniu
- Izba Celna w Szczecinie
- Izba Celna w Warszawie
- Izba Celna we Wrocławiu

## Budżet, zatrudnienie i wynagrodzenia
Wydatki izb i urzędów celnych były realizowane w części 19 budżetu państwa – Budżet, finanse publiczne i instytucje finansowe.
W 2016 wydatki izb i urzędów celnych wyniosły 1 mld 525 mln zł. Przeciętne zatrudnienie w izbach i urzędach celnych w przeliczeniu na pełne etaty wyniosło 14 855 osób, a średnie miesięczne wynagrodzenie brutto 5967 zł.